# Glochidion grayanum
Glochidion grayanum là một loài thực vật có hoa trong họ Diệp hạ châu. Loài này được (Müll.Arg.) J.Florence mô tả khoa học đầu tiên năm 1996.